# Levande rollspel
För andra betydelser, se rollspel.

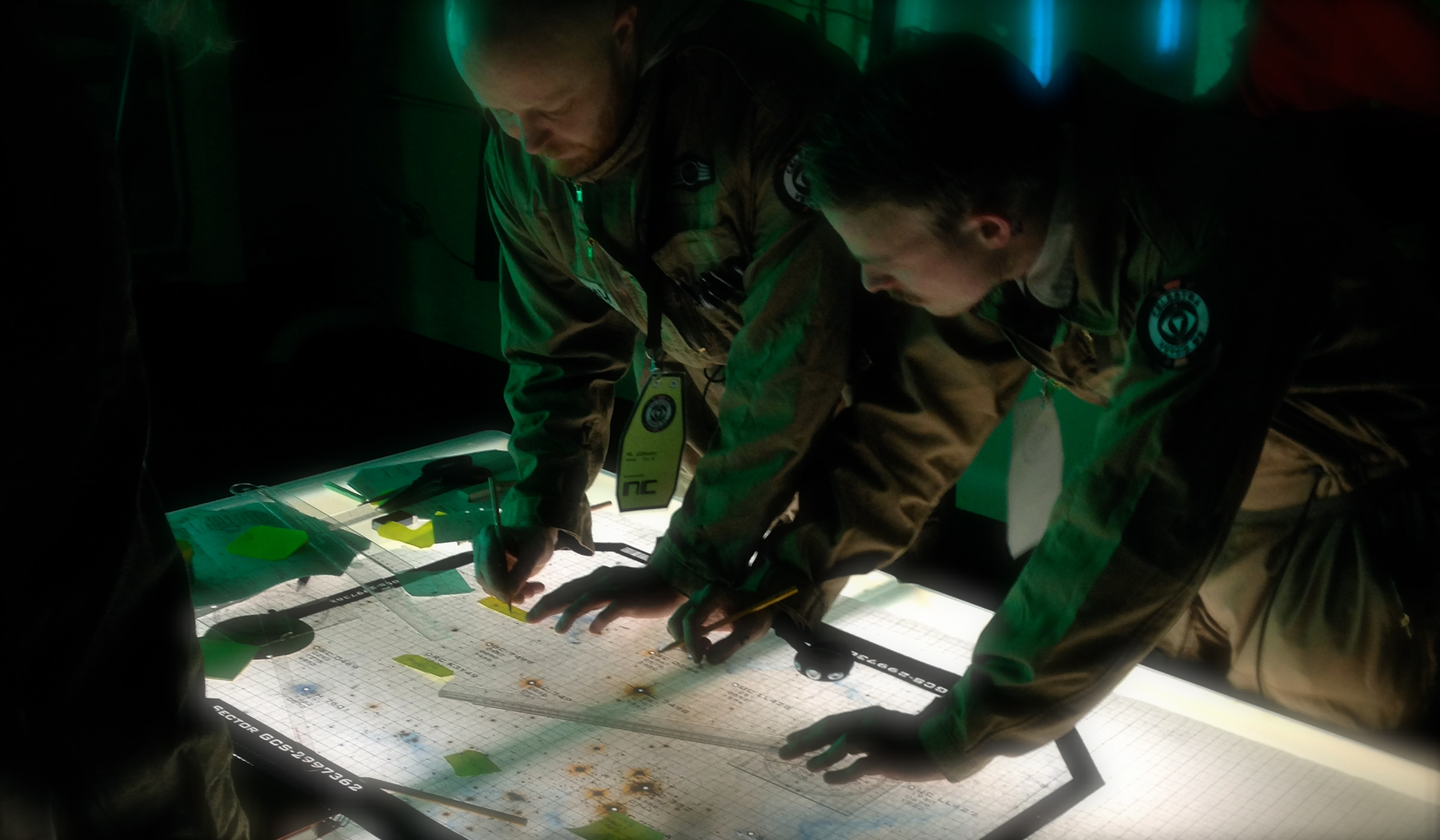
Kommandobryggan från science fiction-lajvet The Monitor Celestra (2013) som var inspirerat av Battlestar Galactica.

Levande rollspel eller lajv (från engelska live, live role-playing, även LARP av Live Action Role-Playing) är en teaterliknande hobbyverksamhet som har uppstått ur rollspelshobbyn men som numera är en fristående hobby.
I levande rollspel försöker varje deltagare åskådliggöra en påhittad person, kallad rollperson, roll eller figur, i tal och uppförande. Levande rollspel skiljer sig från vanligt rollspel (bordsrollspel) genom att man använder rekvisita och fysiskt agerar vad rollpersonen gör, och från exempelvis improvisationsteater genom att agerandet normalt sker utan annan publik än andra deltagare.

## Utövande

### Arrangörernas förarbete
Ett lajv anordnas av en eller flera arrangörer som arbetar ideellt eller (ovanligt) kommersiellt. Ofta är en eller flera ideella föreningar involverade i att arrangera ett lajv. Ett lajv försiggår normalt på en bestämd plats - lajvområdet - som kan vara en lokal eller ett avskilt område utomhus, och under en bestämd tid, som kan variera från ett par timmar upp till en vecka (det finns även lajv som har varat i över en månad).
Arrangörerna bestämmer vilken miljö lajvet ska utspelas i, skriver de fiktiva ramarna för denna miljö, marknadsför och budgeterar, ordnar eventuella tillstånd, scenografi och rekvisita samt tillhandahåller vatten, toaletter, sjukvård och i vissa fall även mat. Arrangörerna antingen skriver rollerna till lajvet och låter spelare söka eller låter spelarna skapa roller efter arrangörernas ramar och riktlinjer, som i så fall skickas in till arrangörerna för feedback och integration med andra roller.

### Spelarnas förarbete
På de flesta lajv krävs ett ganska omfattande förarbete även av spelarna. Som spelare ansvarar man för och bekostar sin egen personliga utrustning (kläder och övrig rekvisita). Endast ett fåtal lajv har tillhandahållit personlig utrustning till spelarna. Spelaren läser på spelets fiktion, utformar sin figur och tar kontakt med andra spelare för att bygga upp rollens nätverk.

### Spelet
Under lajvet talar och uppför sig deltagarna i enlighet med sin roll i samklang med andra figurer, och med fiktionen. De flesta händelser är inte styrda, utan får utvecklas spontant efter deltagarnas val. Ibland förekommer dock förberedda händelser där de initiativtagande spelarna är införstådda med arrangörens intentioner. Händelser som inte kan ageras fullt ut, främst strid eller magi styrs ofta av förutbestämda regler som att man slåss med mjuka latexvapen istället för riktiga, eller att spelarna får instruktioner innan lajvet om hur de ska reagera på olika typer av magier.

### Efterarbete
Omedelbart efter att lajvet avslutats brukar det avsättas tid till spontant eller arrangörsstyrt eftersnack där spelarna får tillfälle att bekanta sig med varandra i egenskap av sig själva och inte som sina roller, i modern lajvterminologi kallat "debrief" eller "deroleing". Då en hel del lajv kan ha starka teman, skrämmande upplevelser eller roller som går stick i stäv med spelarnas egna moraliska ställningstaganden kan sådant efterarbete vara en välkommen chans för spelarna att bearbeta både händelserna och distansera sig från de roller de spelat mot varandra.

### Kulturell betydelse
För många utövare av lajvhobbyn är förberedelserna lika viktiga som spelet. Många har via hobbyn fått intresse för olika hantverk, och dessa kan bli minst lika viktiga som den sociala aspekten. Man syr kläder, tillverkar diverse utrustningsdetaljer och läser faktaböcker i jakt på uppgifter som kan göra rollen ännu mer levande eller ha ett lärande perspektiv på t.ex. en historisk period. På flera håll har hela byar byggts. 
Att skapa och leva ut olika kulturer är ett annat viktigt inslag i lajvande. Lajv erbjuder en möjlighet att se hur människor reagerar på och i andra kulturer och samhällsskick, och få distans till den egna kulturen.

## Organisation

### Formell organisation
I Sverige är riksorganisationen Sverok den största samlande intresseorganisationen för föreningar som ägnar sig åt olika former av spel, däribland levande rollspel. Det finns lokala lajvföreningar i de flesta större städer, och det går att få kontakt med dessa via Sverok.

### Informell organisation
En bra introduktion till levande rollspel är att ta kontakt med en grupp lajvare, och be att få följa med dem till något arrangemang. Många lajv kräver också att man åker som grupp till ett lajv, till exempel som ett adelsfölje, krigartrupp eller vad det än må vara. Ibland organiseras en lajvgrupp av en förening, men det är betydligt vanligare att ett kompisgäng som brukar åka på lajv tillsammans bildar en förening för att lättare kunna göra det. Under tidiga 1990-talet var den främsta kanalen för både diskussion kring lajv och att hitta nya lajv att åka på pappersfanzine som t.ex. StrapatS och Fëa Livia, och i senare skeden lajvdiskussionsforum på internet som G-punkt och Syskonskapet, för att i modern tid ersättas av specifika grupper på sociala medier.
Sedan 1990-talet arrangeras årligen en större konferens kallad Knutpunkt, som roterar mellan Norge, Sverige, Finland och Danmark, där några hundra lajvare från hela världen samlas för att utbyta erfarenheter, nätverka och socialisera. Konferensen har i många år också publicerat böcker med både akademiskt och lekmannamaterial om alla aspekter av levande rollspel. Prolog är ett årligt svenskt lajvkonvent som startade i mitten av 2000-talet. De första upplagorna hölls i Västerås, men 2024 och 2025 arrangerades konventet i Trollhättan.

## Historik

### Sverige
Levande rollspel anses ha uppstått som fenomen i Sverige ungefär samtidigt i Gävle, Rättvik och Sollentuna under första halvan av 1980-talet. Föreningen Gyllene Hjorten - från vars kampanjvärld Erborigien en lång rad lajv, skivor, handböcker, sångböcker och romaner härrör - uppstod på 1980-talet och har den troligtvis äldsta, fortfarande aktiva lajvkampanjen. De första lajven tillhörde fantasygenren. Exempel på lajv med deltagare från hela mellansverige: Blå Bergen 1992, Serfaldin 1992 och Ariannas bröllop 1993.
1994 förändrades den svenska lajvscenen med Trenne Byar, det första svenska storlajvet. En mindre, relativt oerfaren, grupp hade visat att det var möjligt att skapa storlajv för uppemot 1000 deltagare. Många kände sig kallade och under mitten av 1990-talet arrangerades Vita Lunden, Nyteg och Högting, storlajv som samlade stora delar av lajvsverige och helt dominerade lajvscenen. 
Allt var dock inte reguljär fantasy. Den Lovecraftinspirerade Gyllenstiernakampanjen fick till exempel stor uppmärksamhet under 90-talets mitt. Utvecklingen gick i två riktningar, en stor grupp fortsatte att arrangera fantasylajv med allt bättre organisation. Den kvantitativt mest framgångsrika föreningen av den arten är antagligen Enhörningen som specialiserat sig på stora, nybörjartoleranta lajv med gles fiktion. Andra har sökt bryta ny mark med science fiction-uppsättningar som Carolus Rex, Monitor Celestra och Röd Måne, såpalajv, mindre fantasylajv med tät fiktion som Lyktsken, teatersamarbeten som Hamlet eller Gertrudes Möhippa, multikonstverk som Futuredrome eller politiskt orienterade uppsättningar. Den postapokalyptiska genren har från mitten av 2000-talets första decennium blivit vanligare, med lajvkampanjer som Blodsband Reloaded och Solnedgång och en rad enstaka lajv i den generella genren.

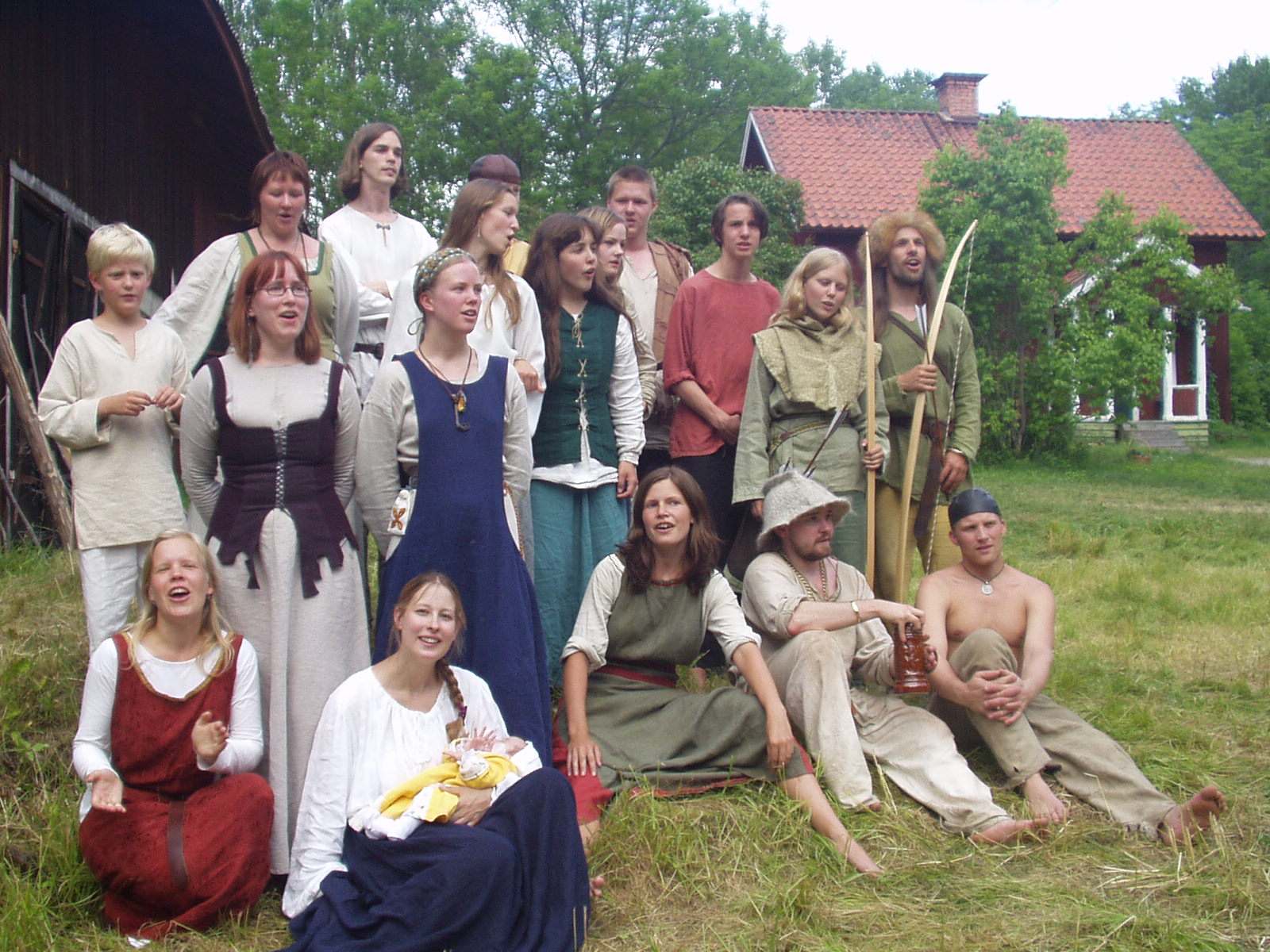
Lajvare. Gruppen Ekeby i Tiradkampanjen (Musikanternas Kamp 2006).

## Terminologi

### Ordlista
- Live/lajv - Stavningen av förkortningen har varit omtvistad. Den ursprungliga stavningen,  Live kommer av engelskans Live Action Roleplaying men för att särskilja begreppet från live i till exempel livespelning och för att undvika missförstånd med liv i bestämd form användes ofta versalt "L" eller  lajv som försvenskning av "Live". Stavningsformen lajv spreds bland annat genom fansinet Strapats som från och med nummer 39 (oktober 1996) använde denna form.[3]

- Kampanj - En kampanj är en serie av lajv som hänger ihop på något sätt, oftast genom att de utspelar sig i en gemensam fiktiv värld.

- Fiktion - Fiktionen är den påhittade miljö och de förutsättningar under vilka lajvet utspelar sig. Mängden bakgrundsmaterial som tillhandahålls av arrangörerna och den kreativa "styrning" av spelarinitiativ och den spelarskapade fiktionen kan variera.

- Vision - Visionen är arrangörens idé med lajvet. Vilken känsla vill arrangören förmedla till spelarna? Vad vill arrangören att spelarna ska få uppleva? Vilket budskap vill arrangören få ut till spelarna?

- Representativ mekanik - Det som är representativt i lajv är sådant som rollen upplever som sant men som i verkligheten representeras av något annat, oftast på grund av begränsningar i vår faktiska verklighet. Ett typexempel på representativ teknik är de boffervapen som används på många lajv, som för rollen är högst verkliga och kan skada dig (och således måste "simuleras") men som för spelaren är ofarliga och bara representerar sin verkliga motpart (ett vasst stålvapen). Andra exempel på representativa tekniker är t.ex. smink för att simulera icke-mänskliga varelser.

- Metateknik - Tekniker och gemensamma konventioner för att bl.a förenkla eller styra interaktionen mellan spelare, signalera information mellan spelare utan att bryta den gemensamma illusionen med mera. Metatekniker kan vara väldigt uppenbara och invasiva (som t.ex. konventionen att avbryta en spelad scen genom att yttra ordet "cut" eller "bryt") medan andra är subtila (t.ex. tekniken att eskalera eller deeskalera en konflikt genom att slå ner blicken eller yttra en specifik förolämpning som signal för motspelaren att eskalera).

### Genrer
I likhet med litteratur och film kan lajv delas in i olika genrer baserade på vilken miljö lajvet utspelas i och vad handlingen kretsar kring.
- Fantasy-lajv (som indelas i high och low fantasy beroende på mängden övernaturliga inslag. Högting är ett exempel på high fantasy medan Nyteg var low fantasy.
- Historiska lajv. Exempelvis trettioåriga kriget-lajvet 1632, kvinnorösträttslajvet Suffragette!, sovjettotalitarianismens Vreden eller forntidslajvet Solgudens Gåva.
- Nutidslajv, som kan spelas både i ett slutet rum eller (helt eller delvis) i offentligheten, vilket betraktas som kontroversiellt av många inom lajvrörelsen. Exempel på det sistnämnda är t.ex. kriminaldramat Tjuv & Polis eller kriminallajvet Rånet, samt ett antal vampyrlajv under 1990-talet som delvis spelades på offentlig plats.
- Efter katastrofen-lajv (post-apokalyps).
- Science fiction-lajv.
- Vampyrlajv. Ofta baserade på rollspelet Vampire av förlaget White Wolf.
- Festival-lajv. Gränsen mellan festival, happening och levande rollspel är inte alltid klar. Futuredrome var ett uttalat festival-lajv.
- Politiska lajv. Arrangörerna försöker synliggöra eller propagera för en politisk åskådning.
- Steampunk-lajv. 1800-talsinspirerad lajvgenre. Kan vara både low- och highfantasy. Kan också vara post-apokalyptiskt och politiskt.

### Andra indelningsgrunder
Utöver genrerna finns det många andra sätt att klassificera lajv, till exempel efter vilken ambitionsnivå arrangörerna och deltagarna har, lajvets spelmekanik/tekniker, nivån av kollaborativt skapande lajvet har, vilken typ av stridssystem som används eller andra faktorer.
- Bofferlajv kan användas för att beskriva alla arrangemang där boffervapen används, men även snävare för att beskriva lajv vars hela syfte är att deltagarna får leka krig med sina vadderade vapen.
- Blankvapenlajv är då vapnen huvudsakligen används som rekvisita. Oftast undviks strid helt, men ibland finns förutbestämda system för att avgöra vem som vinner en strid. Till exempel så kan man ge vapnen olika styrkor, så att en person med vapen A alltid vinner över en person med vapen B.
- Bylajv. Ett lajv som utspelar sig i en by. Vanligen i Low-Fantasy-genren. Kända bylajv är Lyktsken, Kampen i ringen, Dimbros fäste samt 2005 års version av Kastaria.
- Krigslajv, där tonvikt läggs på rollspelande utifrån en krigssituation, och soldatlajv som påminner mycket om krigslajv, men där rollspelet har en överordnad position gentemot stridssimulering. Medan deltagarna på ett krigslajv i första hand koncentrerar sig på att få en simulerad strid att se snygg ut koncentrerar sig deltagarna i ett soldatlajv på att få miljön tiden före och efter striden att se ut och kännas så trovärdig som möjligt.
- Äventyrslajv, där deltagarna ges tydliga uppgifter att lösa, exempelvis att hitta en skatt. Skillnaden mellan rollpersonens och spelarens färdigheter är i den här typen av lajv inte alltid solklar.
- Stämningslajv. Där intriger är mindre centrala och stämningen på lajvet mer central.
- Black Box eller kammarlajv är uppsättningar med minimal eller ingen scenografi, rekvisita och kostym, ofta spelade i teatrars så kallade "Black Boxes". En specifik subgenre kallas tejplajv och har ingen scenografi förutom rum/väggar uppmarkerad med vit tejp (inspirerat av filmen Dogville).

## Lajv på skärmen, vita duken och i skönlitteraturen
Den lekande människan - SVT-dokumentär från 1997. Följer lajvare som förbereder sig och spelar bland annat Vita Lunden och Brustna Illusioner.
Siamesiska döttrar - Finsk TV-serie från 2001. Serien skildrar i sex delar en grupp lajvande ungdomar.
Monster Camp - Amerikansk dokumentär från 2007. Filmen skildrar spelare och spelledare i en amerikansk lajvkampanj.
Role Models - Amerikansk komedi från 2008. Som en del av sin samhällstjänst tvingas en av huvudrollerna in i den för honom främmande lajvarvärlden.
Natthimmel - Augustprisnominerad svensk ungdomsroman från 2009 av Sofia Nordin. Boken skildrar bland annat hur huvudpersonen upptäcker lajvhobbyn.
Någonstans i livet - Reklamkampanj från 2009. Swedbank lanserade 2009 en dramakomediserie i 12 delar som cirkulerar kring privatekonomin hos Måns, 30, som fortfarande bor hemma hos sin mamma och har lajv som hobby.
Kalle och Britas sex liv - SVT-serie från 2018. En serie om Kalle och Brita som testar nya saker i varje avsnitt. I säsong 1 avsnitt 5, deltar Kalle och Brita på fantasylajvet Morgondagens Gryning.